# Strenna editoriale
La Strenna editoriale (dal latino strena = "dono augurale") è un prodotto editoriale consistente in un libro-dono offerto come augurio in occasione delle festività natalizie, elegantemente decorato e rilegato con materiali preziosi, che conteneva poesie e testi letterari.
Il genere incontrò un grande favore nei gusti del pubblico dell'Ottocento.

## Storia
Nell'Ottocento la strenna si afferma come genere editoriale di largo successo. Il termine strenna era stato utilizzato già nel 1611 da Keplero che aveva inviato ad un amico il volumetto Strena seu de nive sexangula con il quale spiegava il mistero della simmetria esagonale dei fiocchi di neve. Tuttavia bisognerà aspettare la pubblicazione dei Keepsake inglesi (libri ricordo) per poter parlare di veri e propri modelli letterari.
Nel 1823 presso l'editore inglese Ackermann fu infatti pubblicato Forget me not, un keepsake, ossia un libro dono, che ispirò le successive pubblicazioni inglesi (come i vari Friendship's Offering e The Literary Souvenir), francesi ed italiane.
Anche la moda francese inizia nel 1823 con la pubblicazione delle Tablettes romantiques dell'editore Persan e degli Annales romantiques di Urban Canel nel 1825; negli anni successivi furono diffusi volumetti con titoli che ricordavano le pietre preziose o i fiori.
Nel 1832 a Milano, uscì il Non ti scordar di me edito dai fratelli Vallardi, nel 1835 Carlo Canadelli stampa Il Presagio. Ricordo di letteratura giovanile, mentre in Toscana, nel 1839, fu pubblicata La viola del pensiero.
Nel 1845 Carlo Tenca, recensì, con tono ironico e polemico, la grande fortuna di questo nuovo genere, attribuendo scarsa stima a queste pubblicazioni che comunque erano riuscite ad influenzare le scelte degli autori, editori e lettori del periodo.
Il declino di questo genere si può datare con l'inizio del nuovo secolo.
Le strenne erano inizialmente prodotti di lusso, per una ristretta fascia di lettori benestanti; la tiratura era limitata e il prezzo poteva variare dalle 7 fino alle 36 lire.
Successivamente, per tutto l'Ottocento, questi volumetti saranno stampati in una forma tipografica più modesta raggiungendo così un pubblico più ampio e popolare.

## Autori e artisti
Alla realizzazione di questi volumetti, stampati su carta preziosa e copertine in seta, marocchino o velluto riccamente decorate in oro, parteciparono in Italia Silvio Pellico, Domenico Guerrazzi, Cesare Cantù, Niccolò Tommaseo, Defendente Sacchi, Michele Sartorio, Pietro Maestri e in Francia Honoré de Balzac, Victor Hugo, George Sand.
La parte grafica fu affidata ad artisti famosi, che utilizzavano la tecnica della litografia per la stampa di immagini spesso colorate.